# Тоггенбургская война
Тоггенбургская война или Вторая Вильмергенская война (нем. Toggenburgerkrieg) — вооружённый конфликт между протестантскими и католическими кантонами Швейцарии в 1712 году.
Графство Тоггенбург с 1468 года подчинялось аббату Санкт-Галлена, однако именно здесь, в горной деревушке Вильдхаус, родился вождь швейцарской Реформации Цвингли, и к началу XVIII века графство было по преимуществу протестантским. В конце XVII века между графством и его сюзереном возник конфликт, в который вмешались сильные протестантские кантоны Берн и Цюрих.
Военные действия продолжались с 12 апреля до 17 августа 1712 года. На стороне Санкт-Галлена выступили также войска кантонов Швиц, Ури, Цуг, Люцерн и Унтервальден. В решающем сражении 25 июля под Вильмергеном войска протестантов под командованием Самуэля Фришинга II нанесли католикам кровопролитное поражение: католическое войско потеряло около 2400 убитыми, протестанты — около 600 человек.